# 1931
1931. је била проста година.

## Догађаји

### Мај
- 1. мај — отворен је Емпајер стејт билдинг на Менхетну у Њујорку. У том тренутку највиша зграда на свету, висине 381 m, са 102 спрата.

### Септембар
- 3. септембар — Краљ Југославије Александар I Карађорђевић прогласио је октроисани Устав којим је озакоњена монархистичка диктатура.
- 18. септембар — Јапански војници су подметањем бомбе под пругу изазвали Мукденски инцидент, што је Јапан искористио као повод за напад на Манџурију.

### Новембар
- 8. новембар — Избори за народне посланике Краљевине Југославије.

### Децембар
- 5. децембар — Храм Христа Спаситеља у Москви је уништен у налогу Јосиф Стаљин.

## Рођења

### Јануар
- 5. јануар — Хуан Гојтисоло, шпански књижевник (прем. 2017)
- 5. јануар — Роберт Дувал, амерички глумац, редитељ, сценариста и продуцент
- 13. јануар — Љубомир Убавкић Пендула, српски глумац (прем. 2017)
- 17. јануар — Џејмс Ерл Џоунс, амерички глумац (прем. 2024)
- 23. јануар — Ива Зупанчич, словеначка глумица (прем. 2017)

### Фебруар
- 1. фебруар — Борис Јељцин, руски и совјетски политичар, председник Русије (1991—1999) (прем. 2007)
- 6. фебруар — Рип Торн, амерички глумац (прем. 2019)
- 8. фебруар — Џејмс Дин, амерички глумац (прем. 1955)
- 9. фебруар — Јозеф Масопуст, чешки фудбалер и фудбалски тренер (прем. 2015)
- 24. фебруар — Доминик Кијанеси, амерички глумац и музичар

### Март
- 2. март — Михаил Горбачов, руски и совјетски политичар, политички вођа Совјетског Савеза (1985—1991) (прем. 2022)
- 4. март — Зоран Чалић, српски редитељ и сценариста (прем. 2014)
- 8. март — Момчило Животић, српски глумац (прем. 2020)
- 11. март — Руперт Мердок, аустралијско-амерички медијски магнат
- 22. март — Бартон Рихтер, амерички физичар, добитник Нобелове награде за физику (1976) (прем. 2018)
- 22. март — Вилијам Шатнер, канадски глумац, редитељ, сценариста, продуцент, писац и певач
- 23. март — Виктор Корчној, руско-швајцарски шахиста (прем. 2016)

### Април
- 5. април — Лазар Тасић, српски фудбалер (прем. 2003)
- 20. април — Бранислав Цига Миленковић, српски глумац (прем. 2005)

### Мај
- 10. мај — Оља Ивањицки, српска сликарка, вајарка и песникиња (прем. 2009)
- 16. мај — Вујадин Бошков, српски фудбалер и фудбалски тренер (прем. 2014)
- 24. мај — Мајкл Лонсдејл, француски глумац (прем. 2020)
- 28. мај — Карол Бејкер, америчка глумица

### Јун
- 5. јун — Жак Деми, француски редитељ и сценариста (прем. 1990)
- 10. јун — Жоао Жилберто, бразилски музичар (прем. 2019)
- 20. јун — Џејмс Толкан, амерички глумац
- 28. јун — Александар Ивош, српски фудбалер (прем. 2020)
- 28. јун — Арса Милошевић, српски редитељ и сценариста (прем. 2006)

### Јул
- 1. јул — Лесли Карон, француска глумица, плесачица и списатељица
- 4. јул — Стивен Бојд, северноирски глумац (прем. 1977)
- 10. јул — Алис Манро, канадска књижевница, добитница Нобелове награде за књижевност (2013) (прем. 2024)
- 18. јул — Саша Залепугин, хрватски новинар и ТВ водитељ (прем. 2022)
- 31. јул — Ник Болетери, амерички тениски тренер (прем. 2022)

### Август
- 9. август — Марио Загало, бразилски фудбалер и фудбалски тренер (прем. 2024)
- 11. август — Гојко Суботић, српски историчар уметности
- 15. август — Ото Лого, српски вајар (прем. 2016)
- 28. август — Растислав Јовић, српски глумац (прем. 1997)

### Септембар
- 4. септембар — Мици Гејнор, америчка глумица, певачица и плесачица (прем. 2024)
- 7. септембар — Љиљана Контић, српска глумица (прем. 2005)
- 10. септембар — Филип Бејкер Хол, амерички глумац (прем. 2022)
- 12. септембар — Ијан Холм, енглески глумац (прем. 2020)
- 12. септембар — Џорџ Џоунс, амерички музичар (прем. 2013)
- 17. септембар — Ен Банкрофт, америчка глумица, редитељка, сценаристкиња и певачица (прем. 2005)
- 20. септембар — Хеја Харарит, израелска глумица (прем. 2021)
- 21. септембар — Војислав Воки Костић, српски композитор, музичар, писац и кувар (прем. 2010)
- 21. септембар — Иван Топлак, југословенски фудбалер и фудбалски тренер (прем. 2021)
- 21. септембар — Лари Хагман, амерички глумац, редитељ и продуцент (прем. 2012)
- 26. септембар — Славка Јеринић, српска глумица (прем. 1997)
- 27. септембар — Фреди Квин, аустријски певач и глумац
- 29. септембар — Анита Екберг, шведско-италијанска глумица и модел (прем. 2015)
- 29. септембар — Џејмс Кронин, амерички физичар, добитник Нобелове награде за физику (1980). (прем. 2016)
- 30. септембар — Енџи Дикинсон, америчка глумица

### Октобар
- 7. октобар — Дезмонд Туту, јужноафрички англикански надбискуп и активиста за људска права (прем. 2021)
- 7. октобар — Милан Шипка, српски лингвиста (прем. 2011)
- 8. октобар — Драгослав Срејовић, српски археолог, културни антрополог и историчар (прем. 1996)
- 10. октобар — Атена Пашко, украјинска хемијска инжењерка, песникиња и активисткиња
- 11. октобар — Нада Суботић, хрватска глумица (прем. 2016)
- 13. октобар — Рајмонд Копа, француски фудбалер (прем. 2017)
- 25. октобар — Ани Жирардо, француска глумица (прем. 2011)
- 30. октобар — Ђорђе Марјановић, српски певач (прем. 2021)

### Новембар
- 3. новембар — Моника Вити, италијанска глумица (прем. 2022)
- 5. новембар — Ајк Тарнер, амерички музичар, музички продуцент и ловац на таленте (прем. 2007)
- 16. новембар — Хјуберт Самлин, амерички блуз музичар (гитариста и певач) (прем. 2011)

### Децембар
- 2. децембар — Нађа Регин, српска глумица (прем. 2019)
- 11. децембар — Рита Морено, порториканска глумица, певачица и плесачица
- 21. децембар — Моира Орфеи, италијанска глумица и циркуска уметница (прем. 2015)
- 31. децембар — Божидар Боки Милошевић, српски кларинетиста (прем. 2018)

### Непознат датум
- Википедија:Непознат датум — Радивоје Пешић, српски лингвиста (†1993)
- Википедија:Непознат датум — Милан Рашић, српски наивни сликар

## Смрти

### Јануар
- 3. јануар — Жозеф Жофр, француски маршал (*1852)
- 23. јануар — Ана Павлова, руска балерина (*1881)
- 28. јануар — Војислав Вељковић, српски политичар (*1865)

### Мај
- 9. мај — Алберт Абрахам Мајкелсон, амерички физичар и Нобеловац (*1859)

### Јун
- 27. јул — Аугуст Форел, швајцарски лекар (*1848)

### Август
- 3. октобар — Карл Нилсен, дански композитор (*1865)
- 18. октобар — Томас Алва Едисон, амерички физичар и проналазач (*1847)

### Децембар
- 16. децембар — Димитрије Руварац, српски историчар, публициста и политичар

## Нобелове награде
- Физика — Награда није додељена
- Хемија — Карл Бош и Фридрих Бергијус
- Медицина — Ото Хајнрих Варбург
- Књижевност — Ерик Аксел Карлфелт
- Мир — Џејн Адамс и Николас Мари Батлер (САД)
- Економија — Награда у овој области почела је да се додељује 1969. године